# Lilian Thuram
Ruddy Lilian Thuram-Ulien (Pointe-à-Pitre, 1 januari 1972), beter bekend als kortweg Lilian Thuram, is een voormalig Frans-Guadeloupees voetballer. Thuram wordt door menigeen geschaard tot de beste rechtsbacks aller tijden. Als Frans international maakte hij deel uit van de Gouden Generatie die op verschillende landentoernooien hoofdprijzen won, waarvan één wereldtitel. Ook gedurende zijn loopbaan als clubvoetballer vierde Thuram grote triomfen als speler van AS Monaco, Parma, Juventus en FC Barcelona.
Na het beëindigen van zijn voetbalcarrière geeft Thuram lezingen, neemt hij deel aan debatten en is hij maatschappelijk betrokken bij manifestaties en acties in de strijd tegen racisme en discriminatie in Frankrijk. Ook was hij actief als lid in de Hoge Raad voor Integratie, een adviesorgaan van de Franse regering. In 2020 publiceerde hij zijn boek La pensée blanche.
Zijn zoon Marcus Thuram speelt bij de Italiaanse club Internazionale. Zijn andere zoon Khéphren Thuram speelt bij Juventus Hij is eveneens familie van Le Havre-doelman Yohann Thuram.

## Spelersloopbaan

### Clubvoetbal
Thuram begon zijn profloopbaan in het seizoen 1990/1991 bij AS Monaco. Bij deze club won de Fransman in 1991 de Coupe de France. In 1996 vertrok Thuram naar Parma, waarmee hij in 1999 zowel de Coppa Italia als de UEFA Cup won. Juventus werd in 2001 zijn nieuwe club en met La Vecchia Signora veroverde Thuram vier keer (2002, 2003, 2005, 2006) het landskampioenschap. In 2006 was Juventus een van de Italiaanse clubs die teruggezet werd naar de Serie B vanwege het voetbalschandaal waarbij bestuursleden van clubs scheidsrechters hadden beïnvloed. Thuram wilde op het hoogste niveau blijven spelen en hij vertrok daarom voor vier miljoen euro naar FC Barcelona, samen met de Italiaan Gianluca Zambrotta.
Op 1 augustus 2008 maakte Thuram bekend per direct te stoppen met voetbal. Thuram maakte dit bekend vlak nadat er bij hem een hartafwijking was geconstateerd, toen hij probeerde een contract bij Paris Saint-Germain te krijgen maar hij niet door de medische keuring kwam. De broer van Thuram had ook hartafwijkingen, deze stierf op een basketbalveld.

### Nationaal elftal
Thuram speelde bovendien 142 interlands voor het Frans nationaal elftal, waarmee hij recordinternational is. Hij debuteerde op 17 augustus 1994 tegen Tsjechoslowakije (2-2), net als Zinédine Zidane, en met Les Bleus werd Thuram zowel wereld- (1998) als Europees kampioen (2000). Zijn enige twee interlanddoelpunten maakte hij in de halve finale van het WK 1998 tegen Kroatië. Dankzij zijn goals won Frankrijk met 2-1 en plaatste het zich voor de finale. Hierin werd met 3-0 gewonnen van Brazilië. Op het EK 2000 werd in de finale met 2-1 gewonnen van Italië. Na het WK 2006, waarop Frankrijk in de finale na penalty’s verloor van Italië, nam Thuram afscheid als international samen met Claude Makélélé en Zinédine Zidane. Later kwam Thuram echter op dat besluit terug, waardoor hij toch international bleef. Naast aan deze drie succesvol verlopen toernooien nam Thuram ook deel aan het WK 2002 en de Europese kampioenschappen van 1996, 2004 en 2008. Op laatstgenoemd toernooi werd Thuram recordhouder wat betreft het aantal gespeelde EK-duels: 17. Door de uitschakeling in de groepsfase kon hij dit aantal niet uitbreiden en werd hij bijgehaald door Edwin van der Sar, die echter ook bleef steken op 15 doordat hij in de kwartfinale met Nederland eruitging tegen Rusland.

## Clubstatistieken
| Seizoen | Club         | Wedstrijden | Doelpunten | Competitie       |
| ------- | ------------ | ----------- | ---------- | ---------------- |
| 1990/91 | AS Monaco    | 1           | 0          | Ligue 1          |
| 1991/92 | AS Monaco    | 19          | 0          | Ligue 1          |
| 1992/93 | AS Monaco    | 37          | 0          | Ligue 1          |
| 1993/94 | AS Monaco    | 25          | 1          | Ligue 1          |
| 1994/95 | AS Monaco    | 37          | 2          | Ligue 1          |
| 1995/96 | AS Monaco    | 36          | 5          | Ligue 1          |
| 1996/97 | Parma        | 34          | 1          | Serie A          |
| 1997/98 | Parma        | 32          | 0          | Serie A          |
| 1998/99 | Parma        | 34          | 0          | Serie A          |
| 1999/00 | Parma        | 34          | 0          | Serie A          |
| 2000/01 | Parma        | 30          | 0          | Serie A          |
| 2001/02 | Juventus     | 30          | 0          | Serie A          |
| 2002/03 | Juventus     | 27          | 1          | Serie A          |
| 2003/04 | Juventus     | 23          | 0          | Serie A          |
| 2004/05 | Juventus     | 37          | 0          | Serie A          |
| 2005/06 | Juventus     | 28          | 0          | Serie A          |
| 2006/07 | FC Barcelona | 23          | 0          | Primera División |
| 2007/08 | FC Barcelona | 18          | 0          | Primera División |
| Totaal  | Totaal       | 492         | 10         |                  |

## Vermelding op FIFA 100-Lijst
In maart 2004 werd Thuram door Pelé verkozen in de lijst van 125 beste nog levende voetballers.

## Erelijst
Als speler
| Competitie              |           |                  |           |           |
| Competitie              | Aantal    | Jaren            |           |           |
| AS Monaco               | AS Monaco | AS Monaco        | AS Monaco | AS Monaco |
| ----------------------- | --------- | ---------------- | --------- | --------- |
| Coupe de France         | 1x        | 1990/91          |           |           |
| Parma                   |           |                  |           |           |
| Internationaal          |           |                  |           |           |
| UEFA Cup                | 1x        | 1998/99          |           |           |
| Nationaal               |           |                  |           |           |
| Coppa Italia            | 1x        | 1998/99          |           |           |
| Supercoppa Italiana     | 1x        | 1999             |           |           |
| Juventus                |           |                  |           |           |
| Serie A                 | 2x        | 2001/02, 2002/03 |           |           |
| Supercoppa Italiana     | 2x        | 2002, 2003       |           |           |
| FC Barcelona            |           |                  |           |           |
| Supercopa de España     | 1x        | 2006             |           |           |
| Frankrijk               |           |                  |           |           |
| FIFA WK                 | 1x        | 1998             |           |           |
| UEFA EK                 | 1x        | 2000             |           |           |
| FIFA Confederations Cup | 1x        | 2003             |           |           |